# 堀内由香
堀内 由香（ほりうち ゆか、1962年12月11日 - ）は、元信越放送アナウンサー、現在はジョイスタッフ所属のフリーアナウンサー。
長野県長野市出身。日本大学芸術学部卒業後の1985年に信越放送に入社、1990年に退社。趣味は乗馬、料理など。

## 担当番組
信越放送時代
- ザ・ベストテン追っかけウーマン
- SBCニュースワイドキャスター
- 歌のない歌謡曲（ラジオ）
- みどりのたより
- らんらんサタデー・今がきき頃 アシスタント（ラジオ）

フリー転向後
- タイムアングルリポーター（フジテレビ系）
- おはようラジオワイド（NHKラジオ第1）
- 読売ニュースナビ（日テレG+）
- ふれあい健康ネットワーク（TVK）
- こんにちは区長（台東CATV）
- ものスタMOVEリポーター（テレビ東京）ほか